# São José do Acácio
São José do Acácio é um distrito do município brasileiro de Engenheiro Caldas, no interior do estado de Minas Gerais. Segundo o censo demográfico de 2022, realizado pelo Instituto Brasileiro de Geografia e Estatística (IBGE), sua população era de 2 275 habitantes e havia 734 domicílios particulares permanentes ocupados. Possui área de 68,53 km² conforme a Fundação João Pinheiro (FJP). Foi criado pela lei estadual nº 1.039 de 12 de dezembro de 1953.
De acordo com o IBGE, em 2010 a população era de 1 432 habitantes e havia 680 domicílios particulares.